# 07 Vestur
El 07 Vestur és un club feroès de futbol de les ciutats de Sandavágur i Sørvágur a l'illa Vágar.

## Història

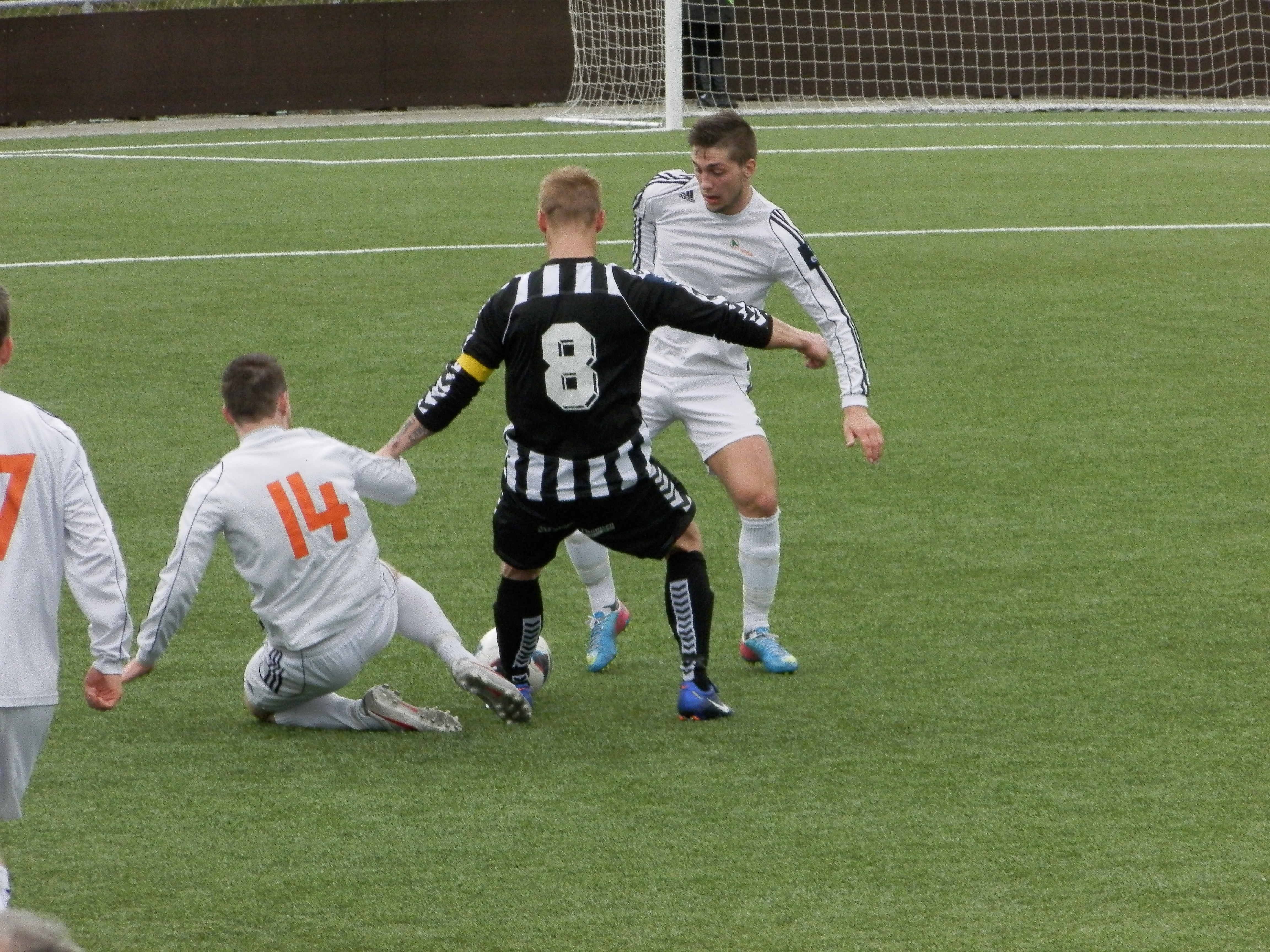
07 Vestur (de blanc) vs. TB Tvøroyri, el 2013.

El 18 de desembre de 1993 es fundà el FS Vágar per la fusió de MB Miðvágur i SÍF Sandavágur. El 1998 s'hi afegí SÍ Sørvágur, fusió que es desfeu el 2004. El 8 de novembre de 2004, es creà un nou club anomenat FS Vágar 2004 (FSV04). El 2007 es fusionà amb SÍ Sørvágur, adoptant el nom 07 Vestur.

## Palmarès
- Segona Divisió: 
  - 2008, 2010, 2012

## Futbolistes destacats
- Torkil Nielsen, internacional amb les Illes Fèroe.